# Geranium pulchrum
Geranium pulchrum är en näveväxtart som beskrevs av Nicholas Edward Brown. Geranium pulchrum ingår i släktet nävor, och familjen näveväxter. Inga underarter finns listade i Catalogue of Life.